# Tatjana Alexandrowna Bogdanowitsch
Tatjana Alexandrowna Bogdanowitsch, geboren Kril, (russisch Татьяна Александровна Богданович; * 3. Augustjul. / 15. August 1872greg. (oder 14. Novemberjul. / 26. November 1873greg.) in St. Petersburg; † 31. Dezember 1942 in Swerdlowsk) war eine russische bzw. sowjetische Schriftstellerin.

## Leben
Bogdanowitschs adliger Vater Alexander Alexandrowitsch Kril war nach dem Abschluss am St. Petersburger Larin-Gymnasium 1863 Handelsvertreter der Eisenbahn in Jekaterinburg geworden. Die Mutter Sofja Kril geborene Tkatschowa (1842–1873) war eine Schwester des Revolutionärs Pjotr Tkatschow und selbst Revolutionärin.
Im Alter von drei Jahren wurde Bogdanowitsch von ihrer Tante mütterlicherseits Alexandra Annenskaja aufgenommen, die in den 1880er Jahren mit ihrem verbannten Mann in Sibirien und dann im Wolga-Gebiet lebte und ihre Nichte wie ein eigenes Kind aufzog. Nach dem Abschluss am Gymnasium in Nischni Nowgorod 1890 studierte Bogdanowitsch in St. Petersburg an den Bestuschew-Kursen in der Geschichtswissenschaft-Philologie-Fakultät mit Abschluss 1896. Sie heiratete 1898 den Publizisten Angel Bogdanowitsch (1860–1907), den sie in Nischni Nowgorod bei der Familie Wladimir Korolenkos kennengelernt hatte und mit dem sie  vier Kinder bekam.
In der St. Petersburger Presse veröffentlichte Bogdanowitsch Geschichtliches, Belletristik und Übersetzungen. Von 1908 bis 1917 leitete sie die Belletristik-Abteilung der Zeitung Sowremennoje slowo (Modernes Wort). Sie verfasste Bücher mit geschichtlichen Themen. Sie war Vorsitzende  des Büros des St. Petersburger Politischen Roten Kreuzes zur Unterstützung politischer Gefangener.
Nach der Oktoberrevolution kam Bogdanowitsch im September 1918 auf Einladung Wladimir Korolenkos nach Poltawa, wo Korolenko am 25. Dezember 1921 starb. Sie veröffentlichte 1922 Erinnerungen an die letzten Jahre Korolenkos. Sie schrieb weiter Bücher mit geschichtlichen Themen. In Leningrad leitete sie 1928–1932 die Sektion der Kinderschriftsteller Leningrads.
Im Deutschen Angriffskrieg gegen die Sowjetunion wurde Bogdanowitsch aus dem blockierten Leningrad evakuiert und kam mit zwei Töchtern und deren Familien nach Swerdlowsk, wo sie am 31. Dezember 1942 an Frühsommer-Meningoenzephalitis starb. Ihre älteste Tochter war 1938 im Gefängnis in Charkow gestorben, und ihr Sohn war 1941 im Krieg getötet worden.